# Erigokhabarum articulatum
Genre
Espèce
Erigokhabarum articulatum, unique représentant du genre Erigokhabarum, est une espèce d'araignées aranéomorphes de la famille des Linyphiidae.

## Distribution
Cette espèce est endémique du kraï de Khabarovsk en Russie,. Elle se rencontre dans le raïon de Verkhnebureinsky.

## Description
Le mâle holotype mesure 1,63 mm.

## Publication originale
- (en) Tanasevitch, 2022 : « A new erigonine genus and species from the Russian Far East (Aranei: Linyphiidae), with notes on chaetotaxy. » Arthropoda Selecta, vol. 31, no 1, p. 111-114 (texte intégral).